# Amalda albocallosa
Amalda albocallosa is een slakkensoort uit de familie van de Olividae. De wetenschappelijke naam van de soort is voor het eerst geldig gepubliceerd in 1873 door Lischke.